# Gare de Comblain-la-Tour
Ne doit pas être confondu avec Gare de Comblain-au-Pont.
La gare de Comblain-La-Tour est une gare ferroviaire belge de la ligne 43, de Liège (Angleur) à Marloie, située au village de Comblain-la-Tour sur le territoire de la commune de Hamoir, en Région wallonne dans la province de Liège.
Elle est mise en service en 1866 par la Grande compagnie du Luxembourg. C'est une halte ferroviaire de la Société nationale des chemins de fer belges (SNCB) desservie par des trains Omnibus (L) et Heure de pointe (P).

## Situation ferroviaire
Établie à 107 m d'altitude, la gare de Comblain-La-Tour est située au point kilométrique (PK) 23,40 de la ligne 43, de Liège (Angleur) à Marloie, entre les gares ouvertes de Rivage et de Hamoir.

## Histoire
La station de Comblain-La-Tour, est mise en service le 1er août 1866 par la Grande compagnie du Luxembourg lorsqu'elle ouvre à l'exploitation la section de Melreux à Liège-Guillemins qui permet l'ouverture dans la totalité de la ligne de l'Ourthe.

## Service des voyageurs

### Accueil
Halte SNCB, c'est un point d'arrêt non géré (PANG) à accès libre. Avec deux quais et abris.

### Dessertes
Comblain-La-Tour est desservie par des trains Omnibus (L) et Heure de pointe (P) de la SNCB.
La desserte comprend des trains L qui effectuent des missions entre les gares de Liers et de Marloie, ou Rochefort-Jemelle (toutes les heures en semaine et toutes les deux heures les weekends et jours fériés). En semaine, on retrouve également une paire de trains d’heure de pointe (P) circulant entre Liège-Saint-Lambert et Rochefort-Jemelle, un unique train P de Liège-Guillemins à Marloie ainsi qu’un autre vers Bomal les mercredis midis.
Un unique train P relie Arlon à Liège-Saint-Lambert les dimanches soir (uniquement en période scolaire).
En été, un unique train touristique (ICT) circulant le matin entre Liers et Rochefort-Jemelle se rajoute aux trains L de cette relation durant les week-ends.

### Intermodalité
Un parc pour les vélos et un parking pour les véhicules y sont aménagés. Des bus TEC desservent la gare.

## Comptage voyageurs
Ce graphique et tableau montre le nombre de voyageurs embarquant en moyenne durant la semaine, le samedi et le dimanche.
| Nombre de passagers qui embarquent à la gare de Comblain-la-Tour | Nombre de passagers qui embarquent à la gare de Comblain-la-Tour | Nombre de passagers qui embarquent à la gare de Comblain-la-Tour | Nombre de passagers qui embarquent à la gare de Comblain-la-Tour |
|                                                                  | Semaine                                                          | Samedi                                                           | Dimanche                                                         |
| ---------------------------------------------------------------- | ---------------------------------------------------------------- | ---------------------------------------------------------------- | ---------------------------------------------------------------- |
| 1977                                                             | 136                                                              | 68                                                               | 27                                                               |
| 1978                                                             | 139                                                              | 41                                                               | 39                                                               |
| 1979                                                             | 142                                                              | 29                                                               | 35                                                               |
| 1980                                                             | 110                                                              | 28                                                               | 33                                                               |
| 1981                                                             | 156                                                              | 51                                                               | 19                                                               |
| 1982                                                             | 141                                                              | 43                                                               | 36                                                               |
| 1983                                                             | 123                                                              | 34                                                               | 30                                                               |
| 1984                                                             | 126                                                              | 41                                                               | 52                                                               |
| 1985                                                             | 130                                                              | 45                                                               | 33                                                               |
| 1986                                                             | 113                                                              | 35                                                               | 52                                                               |
| 1987                                                             | 125                                                              | 35                                                               | 33                                                               |
| 1988                                                             | 109                                                              | 41                                                               | 43                                                               |
| 1989                                                             | 98                                                               | 33                                                               | 32                                                               |
| 1990                                                             | 92                                                               | 25                                                               | 20                                                               |
| 1991                                                             | 84                                                               | 30                                                               | 75                                                               |
| 1992                                                             | 95                                                               | 43                                                               | 30                                                               |
| 1993                                                             | 97                                                               | 30                                                               | 40                                                               |
| 1994                                                             | 96                                                               | 27                                                               | 44                                                               |
| 1995                                                             | 71                                                               | 25                                                               | 23                                                               |
| 1996                                                             | 88                                                               | 21                                                               | 43                                                               |
| 1997                                                             | 85                                                               | 36                                                               | 37                                                               |
| 1998                                                             | 94                                                               | 41                                                               | 35                                                               |
| 1999                                                             | 71                                                               | 46                                                               | 34                                                               |
| 2000                                                             | 81                                                               | 30                                                               | 34                                                               |
| 2001                                                             | 66                                                               | 24                                                               | 18                                                               |
| 2002                                                             | 100                                                              | 24                                                               | 28                                                               |
| 2003                                                             | 76                                                               | 36                                                               | 40                                                               |
| 2004                                                             | 74                                                               | 34                                                               | 64                                                               |
| 2005                                                             | 86                                                               | 36                                                               | 21                                                               |
| 2006                                                             | 82                                                               | 36                                                               | 40                                                               |
| 2007                                                             | 115                                                              | 28                                                               | 32                                                               |
| 2008                                                             | -                                                                | -                                                                | -                                                                |
| 2009                                                             | 121                                                              | 59                                                               | 74                                                               |
| 2010                                                             | -                                                                | -                                                                | -                                                                |
| 2011                                                             | -                                                                | -                                                                | -                                                                |
| 2012                                                             | 120                                                              | 38                                                               | 49                                                               |
| 2013                                                             | 136                                                              | 28                                                               | 34                                                               |
| 2014                                                             | 133                                                              | 29                                                               | 79                                                               |
| 2015                                                             | 109                                                              | 32                                                               | 37                                                               |
| 2016                                                             | 129                                                              | 41                                                               | 28                                                               |
| 2017                                                             | 90                                                               | 28                                                               | 37                                                               |
| 2018                                                             | 138                                                              | 67                                                               | 81                                                               |
| 2019                                                             | 127                                                              | 44                                                               | 54                                                               |
| 2020                                                             | 82                                                               | 20                                                               | 27                                                               |
| 2021                                                             | -                                                                | -                                                                | -                                                                |
| 2022                                                             | 217                                                              | 43                                                               | 49                                                               |
| 2023                                                             | 215                                                              | 33                                                               | 64                                                               |
| 2024                                                             | 156                                                              | 112                                                              | 39                                                               |

Galerie de photographies
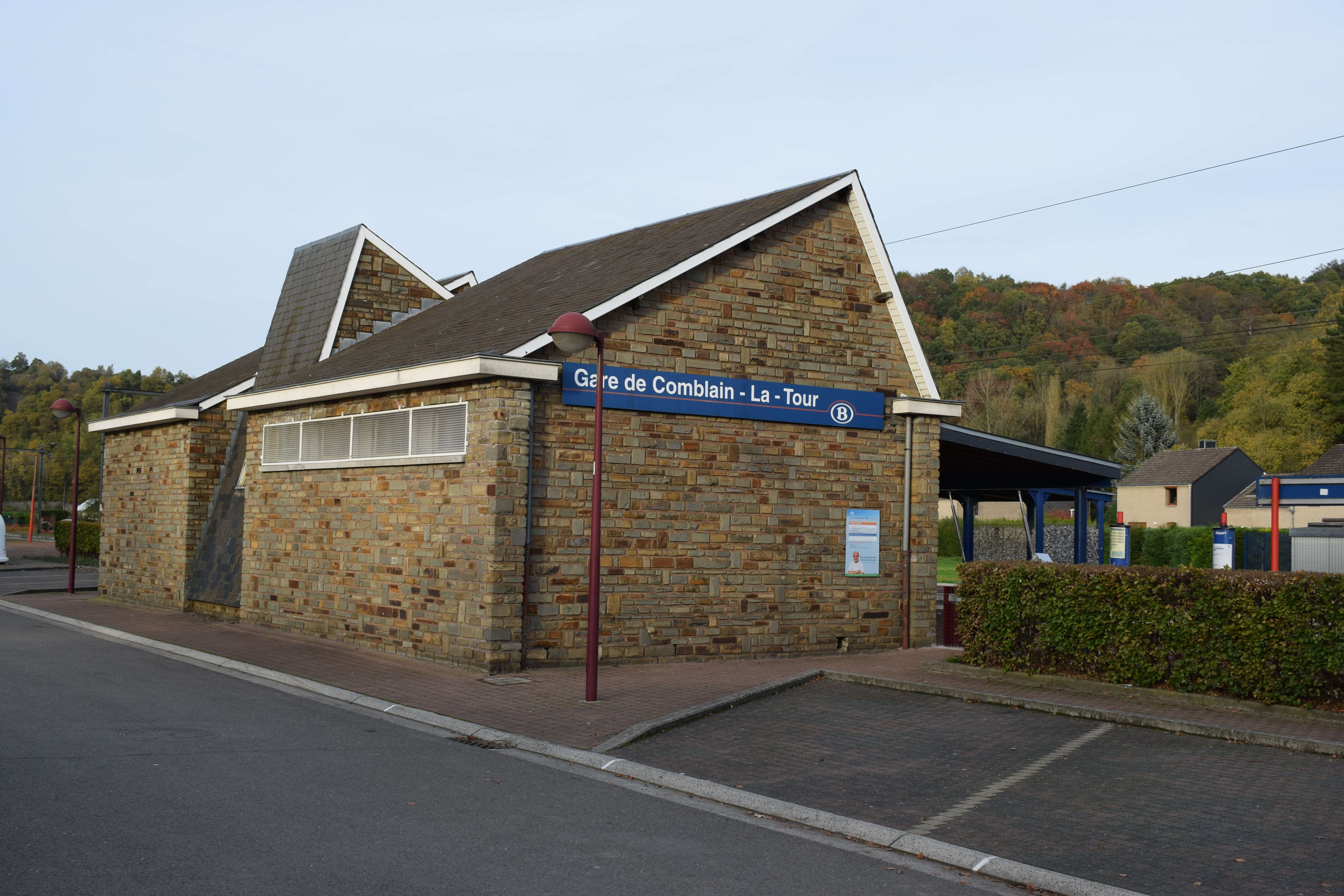
Ancien bâtiment de la gare.
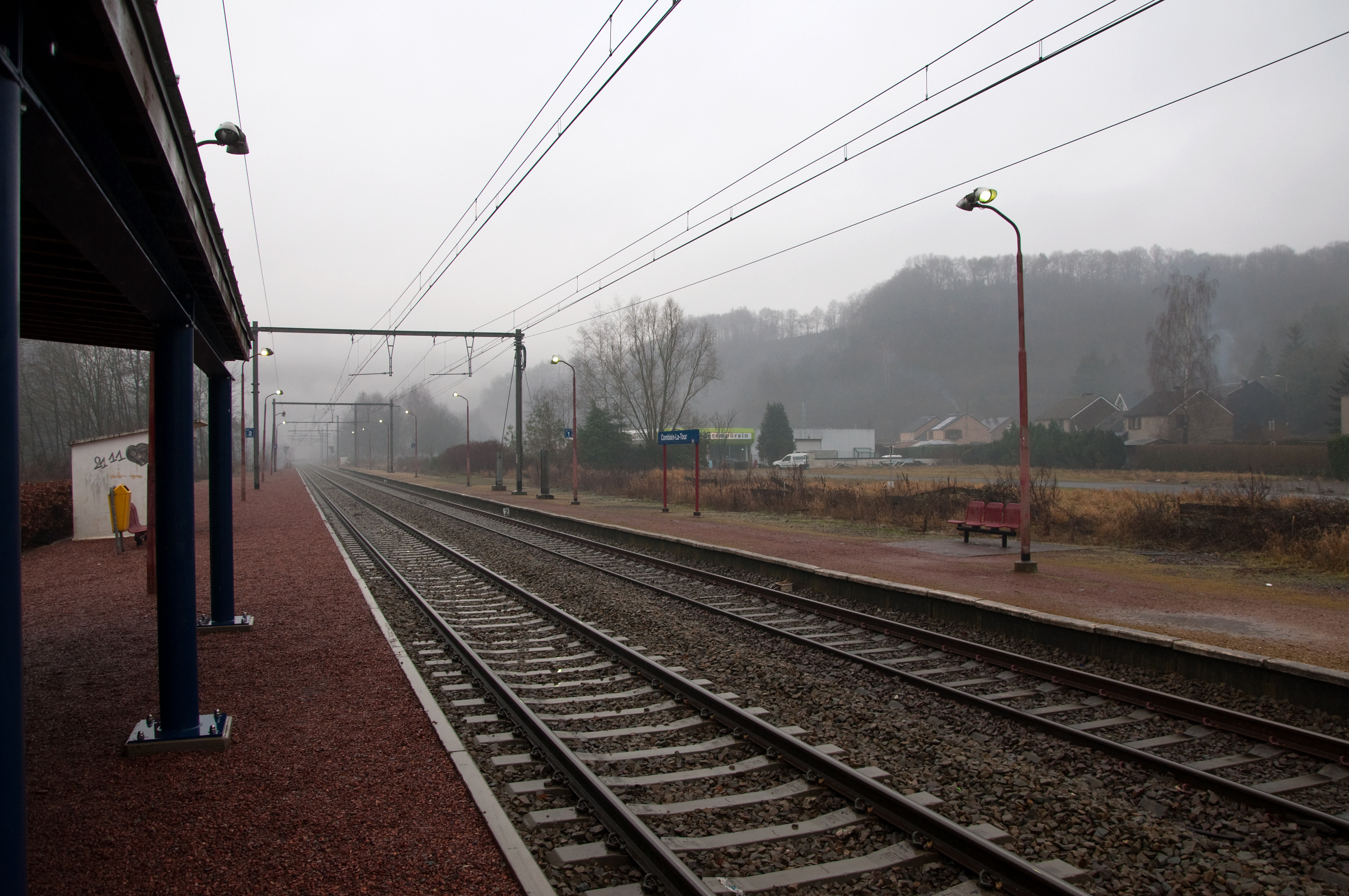
Quais.
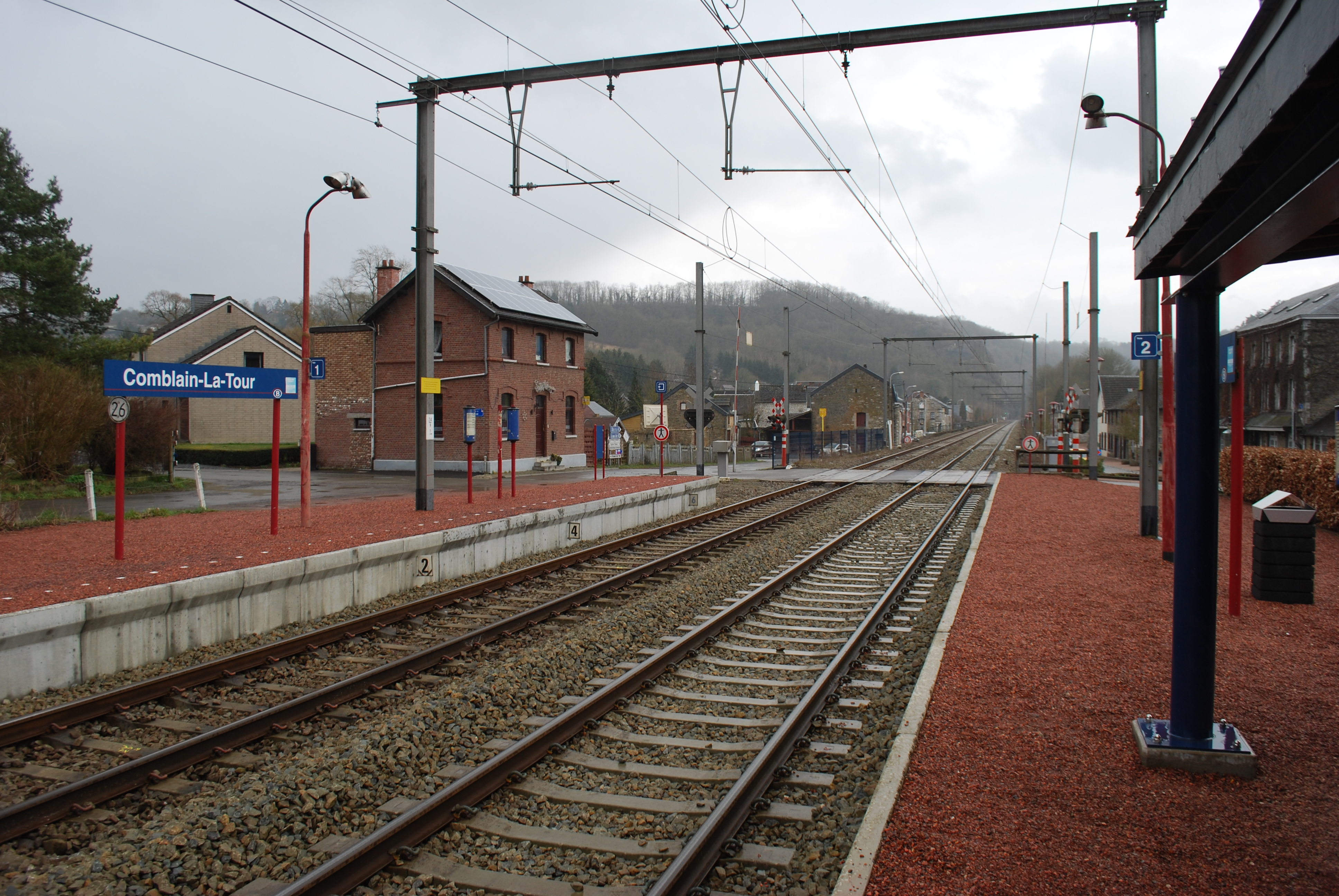
Passage à niveau.
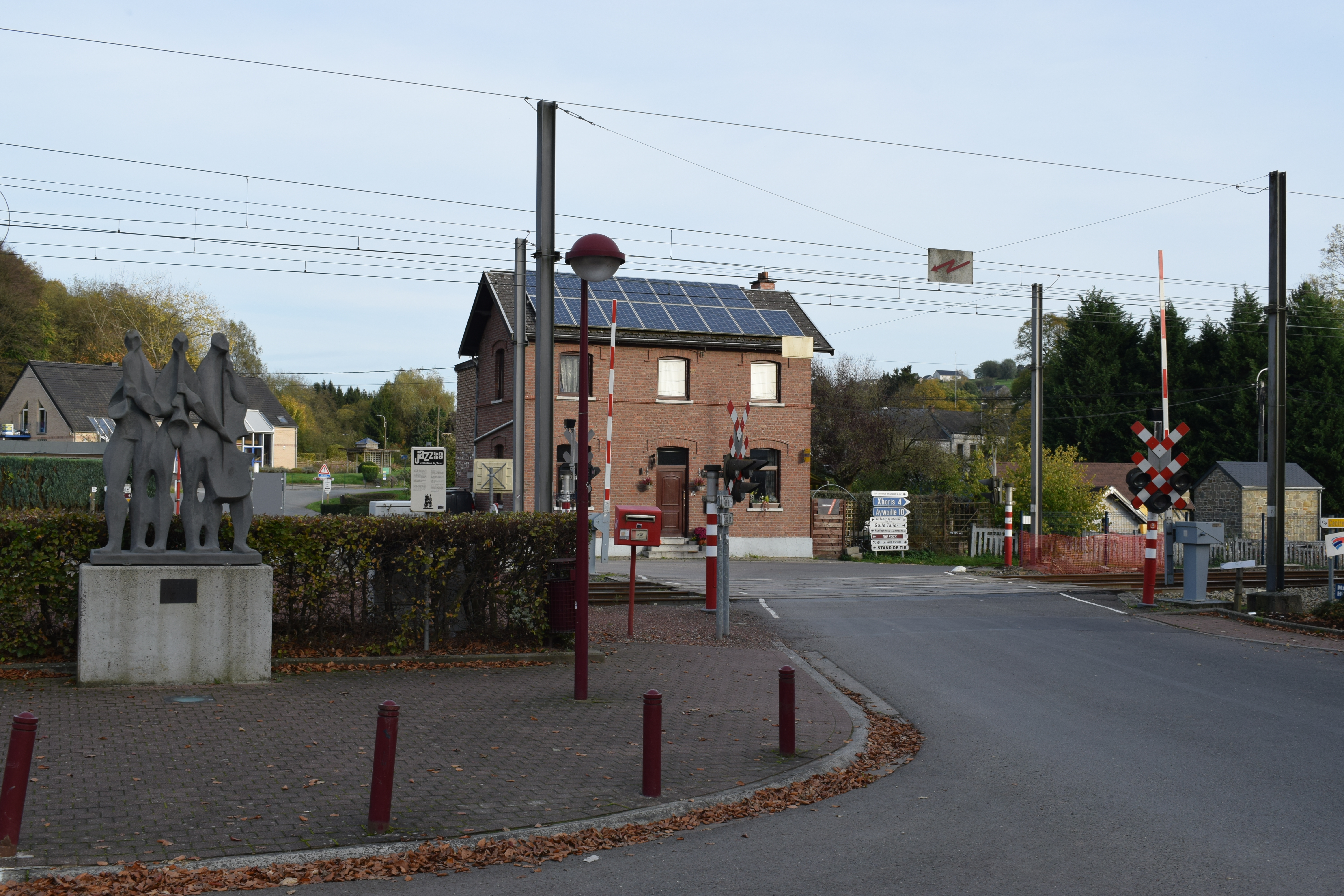
À gauche, monument évoquant le Comblain Jazz Festival.
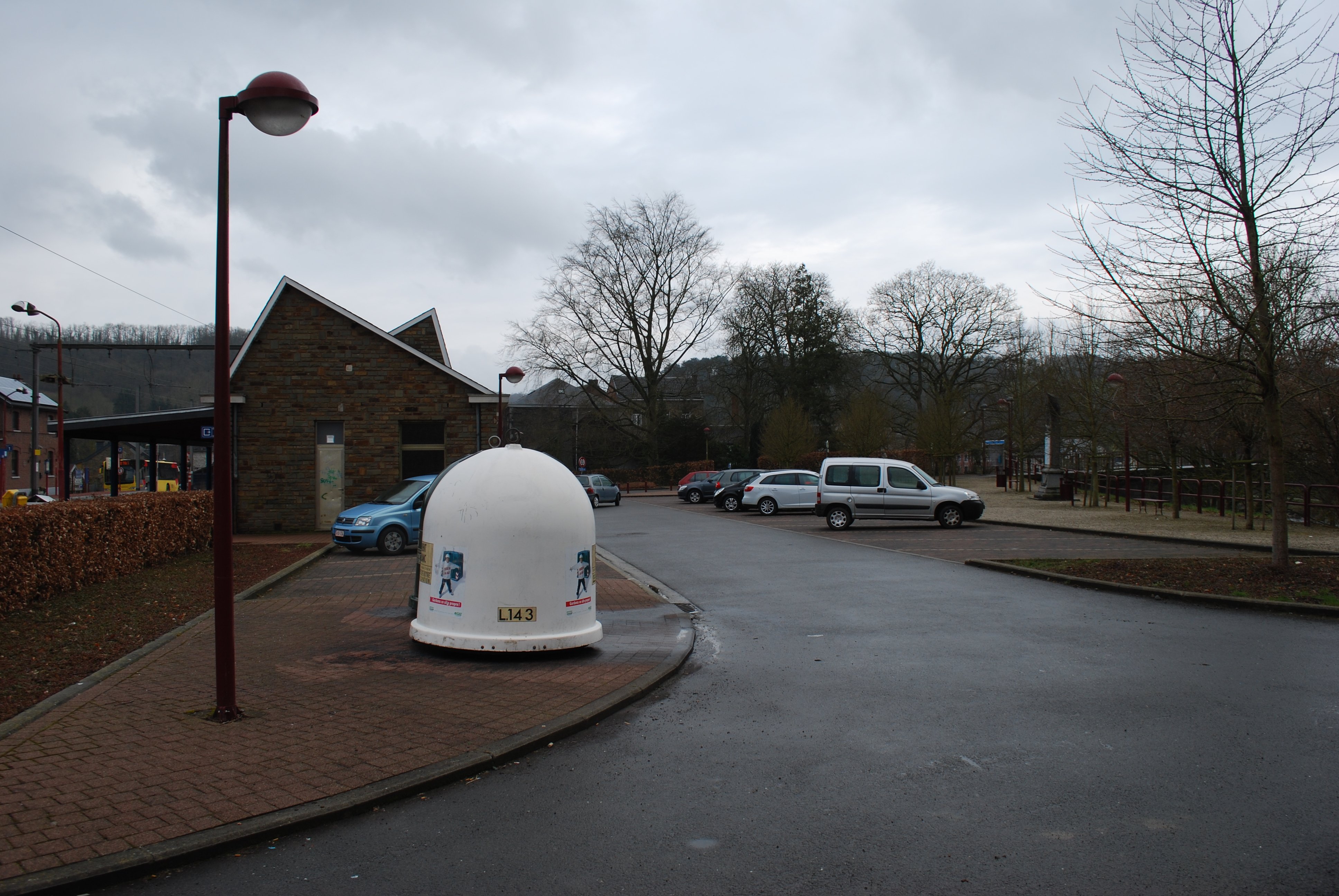
Parking.
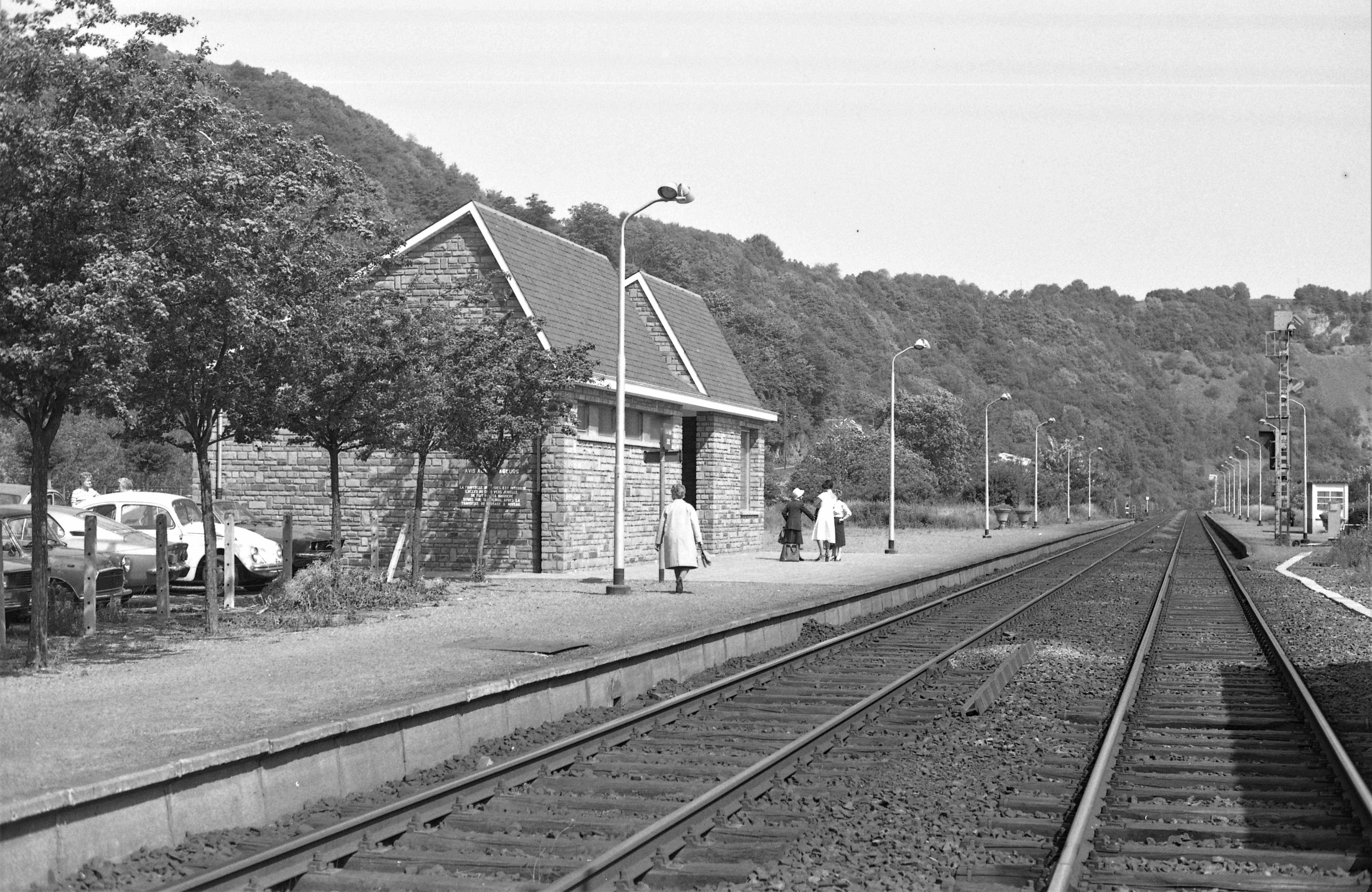
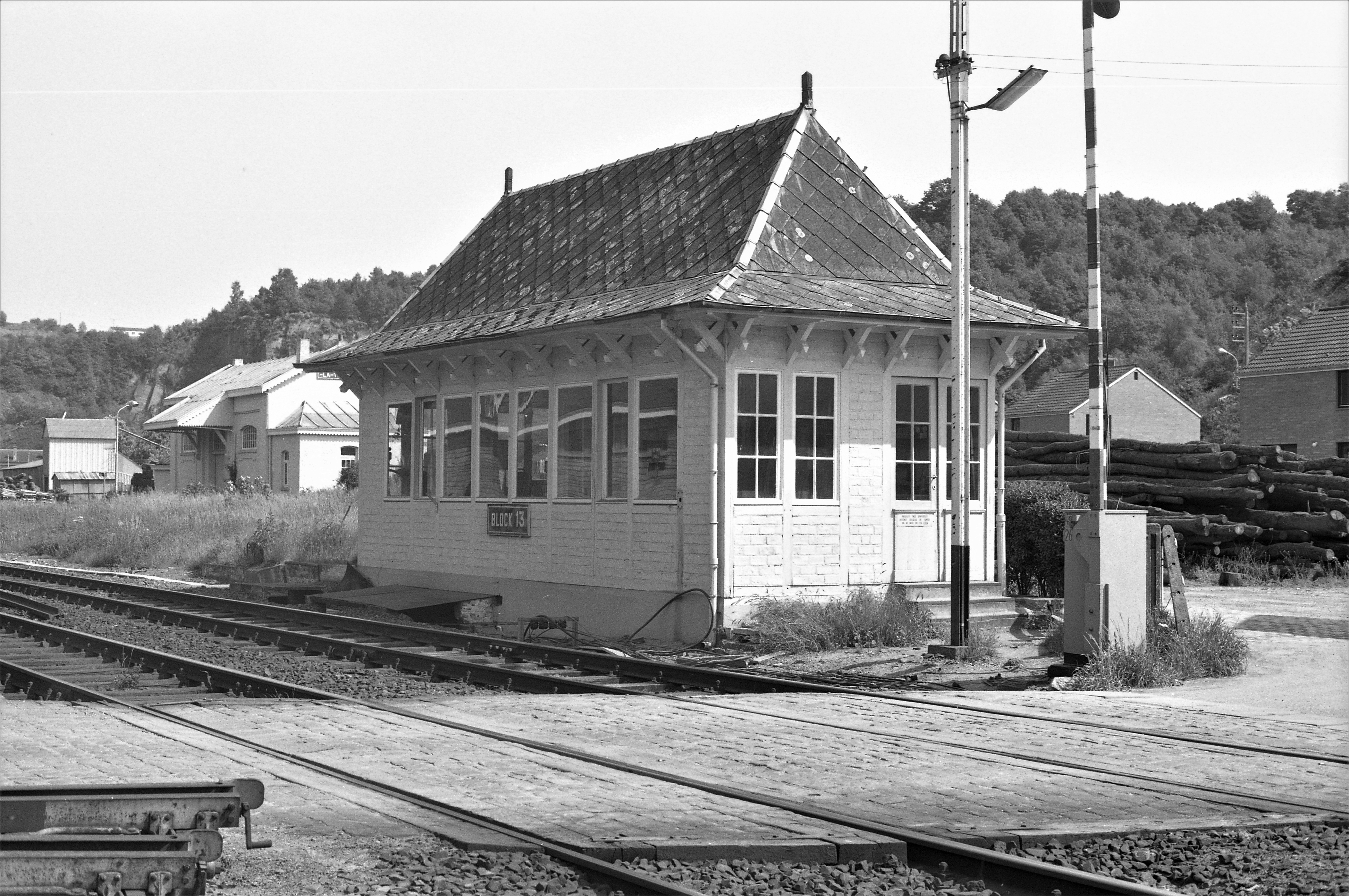

## Patrimoine ferroviaire
Un édifice datant du milieu des années 1970 accueillait les voyageurs avant d'être désaffecté. Sa forme moderne, avec une toiture composée de trois triangles scalènes disposés en alternance avec une brisure nette, contraste avec la façade en pierres traditionnelles.
Le bâtiment d'origine, détruit dans les années 1980, est le seul exemple de ce plan type (connu) sur la ligne de l'Ourthe. Au plan relativement semblable à ceux de la ligne Libramont - Bastogne (Bernimont, Wideumont, Morhet et Sibret), il est en réalité plus élancé et étroit. Il s'articule autour d'une tour de deux étages au toit en bâtière transversale encadré par deux fines ailes d'une travée à étage, lesquelles ont été élargies et légèrement surhaussées au cours de son existence et prolongées par deux ailes basses à toit à faible pente d'une et trois travées. D'abord couvertes d'enduit, les façades étaient en brique nue, plus tard repeintes en blanc.

## Patrimoine civil
Une statue représentant des jazzmen se trouve devant la gare, évoquant le Comblain Jazz Festival, important festival musical des années 1960.